# ريجينا كينغ
ريجينا كينغ (بالإنجليزية: Regina King)‏ ولدت في 15 يناير  1971، هي ممثلة ومخرجة، وممثلة صوت، وممثلة تلفزيونية، من الولايات المتحدة الأمريكية، ولدت في لوس أنجلوس.

## التعليم
تعلمت في جامعة جنوب كاليفورنيا.

## وصلات خارجية
- ريجينا كينغ على موقع IMDb (الإنجليزية)
- ريجينا كينغ على موقع روتن توميتوز (الإنجليزية)
- ريجينا كينغ على موقع مونزينجر (الألمانية)
- ريجينا كينغ على موقع قاعدة بيانات الأفلام العربية
- ريجينا كينغ على موقع ألو سيني (الفرنسية)
- ريجينا كينغ على موقع ميوزك برينز (الإنجليزية)
- ريجينا كينغ على موقع أول موفي (الإنجليزية)
- ريجينا كينغ على موقع قاعدة بيانات الأفلام السويدية (السويدية)
- ريجينا كينغ على موقع إن إن دي بي (الإنجليزية)
- ريجينا كينغ على موقع قاعدة بيانات الفيلم (الإنجليزية)